# Divinely Uninspired to a Hellish Extent
Divinely Uninspired to a Hellish Extent é o álbum de estreia do cantor britânico Lewis Capaldi, lançado em 17 de maio de 2019, através das gravadoras Vertigo Records, Capitol e Universal Music. Ele alcançou o número um no Reino Unido e na Irlanda, tornando-se o álbum mais vendido do ano e também superando todos os dez melhores juntos nos dois países. Ganhou certificado de ouro no Reino Unido uma semana após seu lançamento.

## Antecedentes
No anúncio do álbum, Capaldi disse: "Todo mundo sempre fala sobre o quão incrível foi a gravação do primeiro álbum e como eles sempre olham para trás no 'processo' com boas lembranças. Eu irei olhar para trás como um momento extremamente estressante que de alguma forma, também conseguiu ser extremamente chato ". Ele continuou descrevendo que, embora gostasse de "criar as músicas", não gostava de regravar partes da guitarra e do longo processo de mixagem. Capaldi também brincou que ele não achava que, ao lançar seu álbum de estréia, ele "daria um nome tão estúpido que eu tenho, mas aqui estamos nós". A MTV disse que Capaldi "pode ter acabado de ganhar o título de melhor álbum de 2019".

## Lista de faixas
Lista de faixas adaptadas do Apple Music.

## Desempenho nas tabelas musicas
| Tabela musical (2019–2020)               | Melhor posição |
| ---------------------------------------- | -------------- |
| Austrália (ARIA)                         | 7              |
| Áustria (Ö3 Austria Top 40)              | 6              |
| Bélgica (Ultratop Flandres)              | 6              |
| Bélgica (Ultratop Valônia)               | 54             |
| Canadá (Billboard Canadian Albums Chart) | 5              |
| Países Baixos (Dutch Charts)             | 10             |
| Dinamarca (Hitlisten)                    | 9              |
| Países Baixos (Dutch Charts)             | 10             |
| Finlândia (Suomen virallinen lista)      | 17             |
| França (SNEP)                            | 40             |
| Alemanha (Offizielle Deutsche Charts)    | 7              |
| Irlanda (Irish Albums Chart)             | 1              |
| Itália (FIMI)                            | 16             |
| Latvian Albums (LAIPA)                   | 7              |
| Nova Zelândia (RMNZ)                     | 5              |
| Noruega (VG-lista)                       | 1              |
| Escócia (Scottish Albums Chart)          | 1              |
| Espanha (PROMUSICAE)                     | 59             |
| Suécia (Sverigetopplistan)               | 7              |
| Suíça (Schweizer Hitparade)              | 3              |
| Reino Unido (UK Albums Chart)            | 1              |
| Estados Unidos (Billboard 200)           | 20             |

## Certificações
| Região | Certificação | Vendas   |
| --- | ------------ | -------- |
| Canadá (Music Canada) | Platina      | 80,000‡  |
| Dinamarca (IFPI Dinamarca) | Platina      | 20,000^  |
| Itália (FIMI) | Ouro         | 25,000*  |
| Nova Zelândia (RMNZ) | Platina      | 15,000^  |
| Noruega (IPFI Noruega) | Platina      | 20,000*  |
| Reino Unido (BPI) | 2× Platina   | 600,000^ |
| *vendas baseadas apenas na certificação ^distribuições baseadas apenas na certificação ‡números de vendas+streaming baseados apenas na certificação |              |          |